# Зельгощ (гміна Стрикув)
Зельгощ (пол. Zelgoszcz) — село в Польщі, у гміні Стрикув Згерського повіту Лодзинського воєводства.
Населення — 339 осіб (2011).
У 1975-1998 роках село належало до Лодзинського воєводства.

## Демографія
Демографічна структура станом на 31 березня 2011 року:
|          | Загалом | Допрацездатний вік | Працездатний вік | Постпрацездатний вік |
| -------- | ------- | ------------------ | ---------------- | -------------------- |
| Чоловіки | 167     | 38                 | 111              | 18                   |
| Жінки    | 172     | 29                 | 102              | 41                   |
| Разом    | 339     | 67                 | 213              | 59                   |